# わーるどすたんだーど
「わーるどすたんだーど」は、わーすたの14枚目のシングル。2025年2月26日にiDOL Streetから発売された。

## 概要
「CD+Blu-ray」、「CDのみ」、「CDのみ(イベント会場限定盤)」の3種3形態で発売。
「わーるどすたんだーど」は2024年11月23日にステラボールで開催された『わーすた主催フェス「にゃんぽこらフェス！」』で初披露された。振付はCRE8BOYが担当している。MVは2025年1月8日にYouTube上で公開された。今回もMV監督は荒船泰廣が担当している。また、2025年2月26日にはダンス動画もYouTube上で公開された。廣川は本作について「この楽曲は、昔のわーすたらしさも今のわーすたらしさもすごく詰まっているなと思っていて、私たちが言ってきた“カワイイ”ってこれだよね！というのが表現されているのかなと思いますし、歌詞も10周年のタイミングだから歌えるような内容になっていて、自分たちで歌っていてもすごく響くものがあり、10周年の集大成をこの一曲に詰め込められたと思います。」と述べている。一方、三品は本作品がヤマモトショウの作詞作曲であることに対して「（音楽的に）“合いそう”ってずっと思ってたんですけど、今、ついに、ここで出会いました！（笑）」と述べている。
「悪戯ロマンス」は2025年2月27日にタワーレコード渋谷店で開催されたリリースイベントで初披露された。振付はLICOが担当している。「悪戯ロマンス」はダンス動画が作成されYouTube上で公開された。監督は大森規弘が担当している。

### 衣装

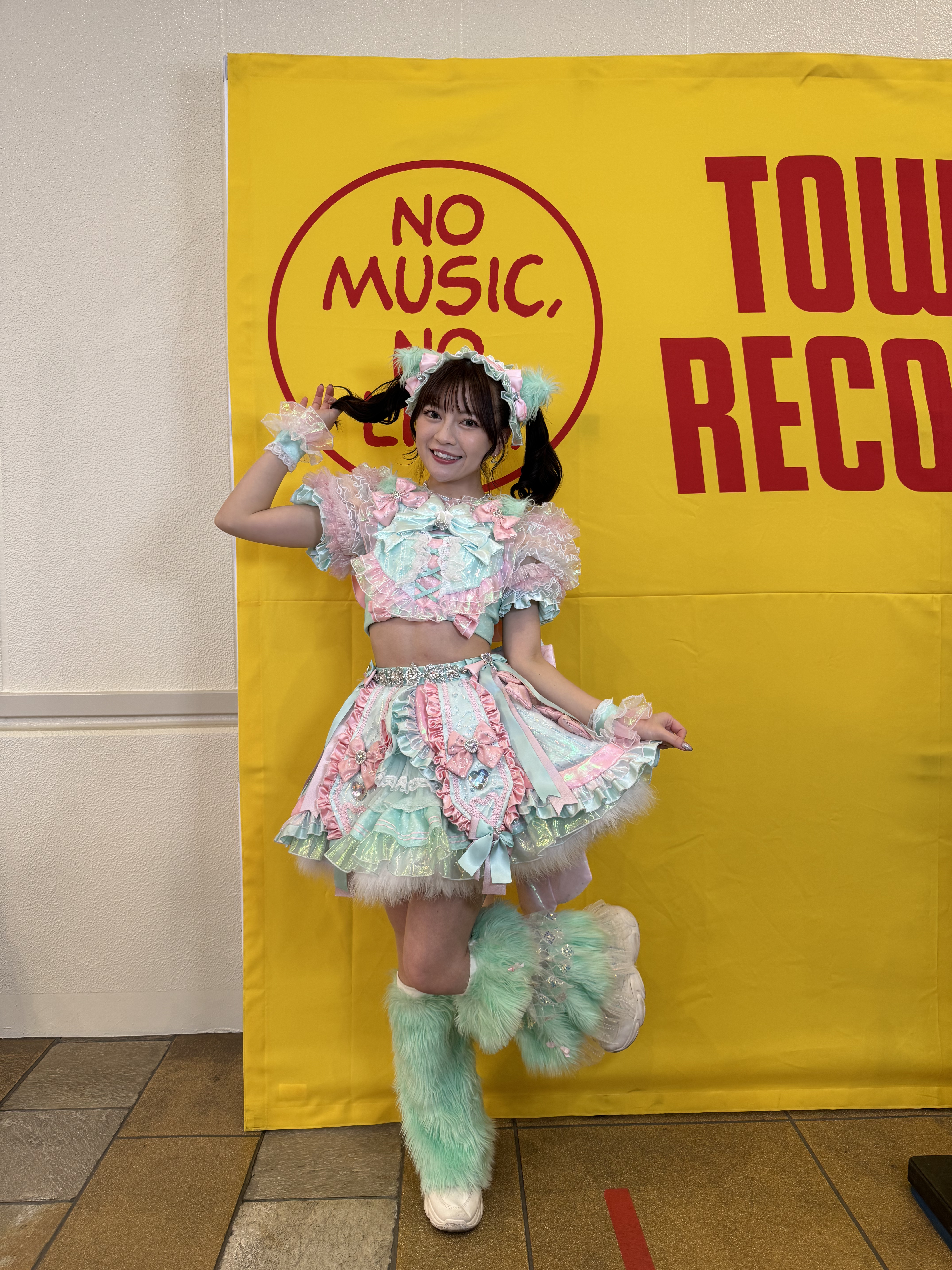
廣川奈々聖
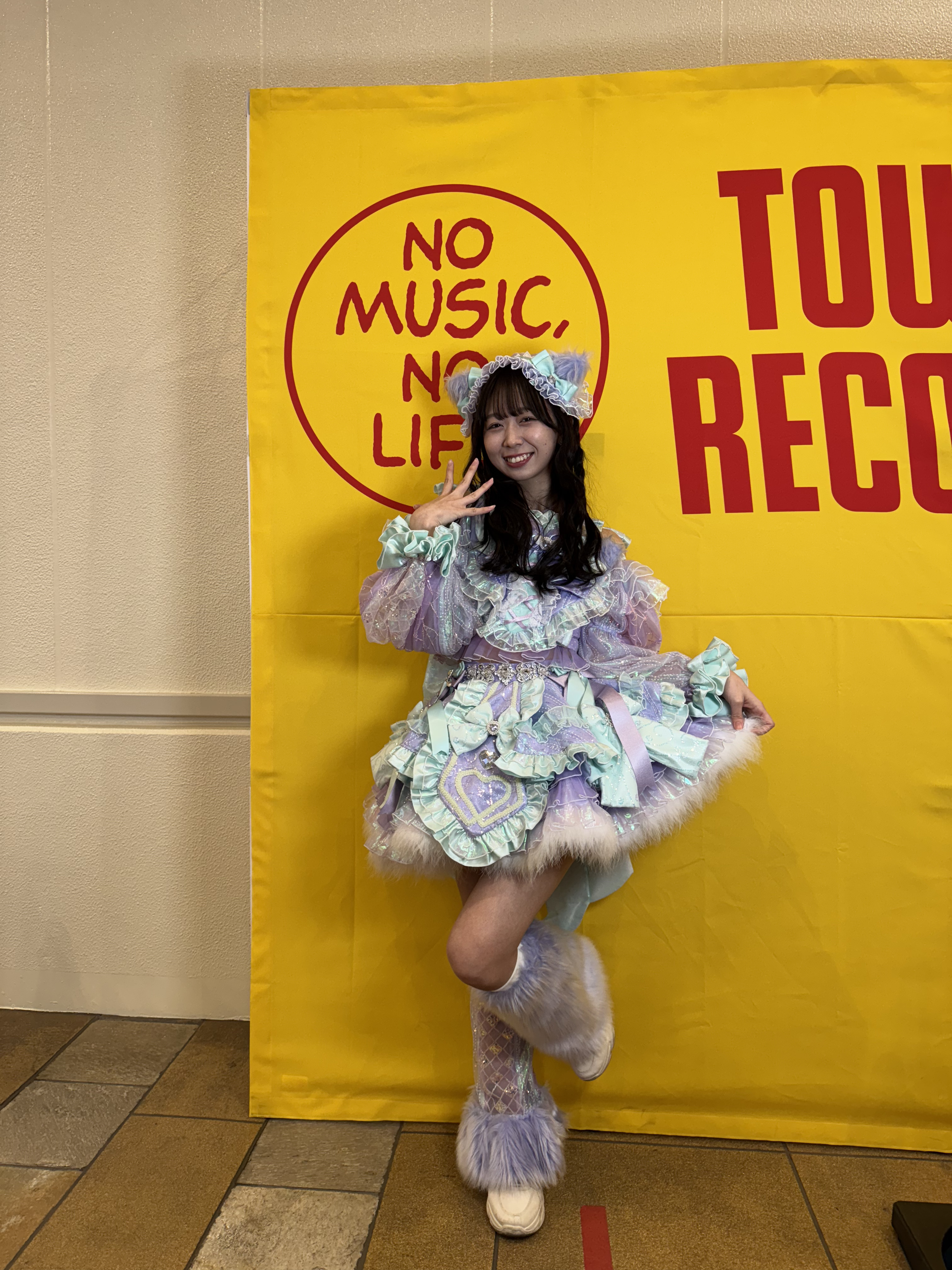
松田美里
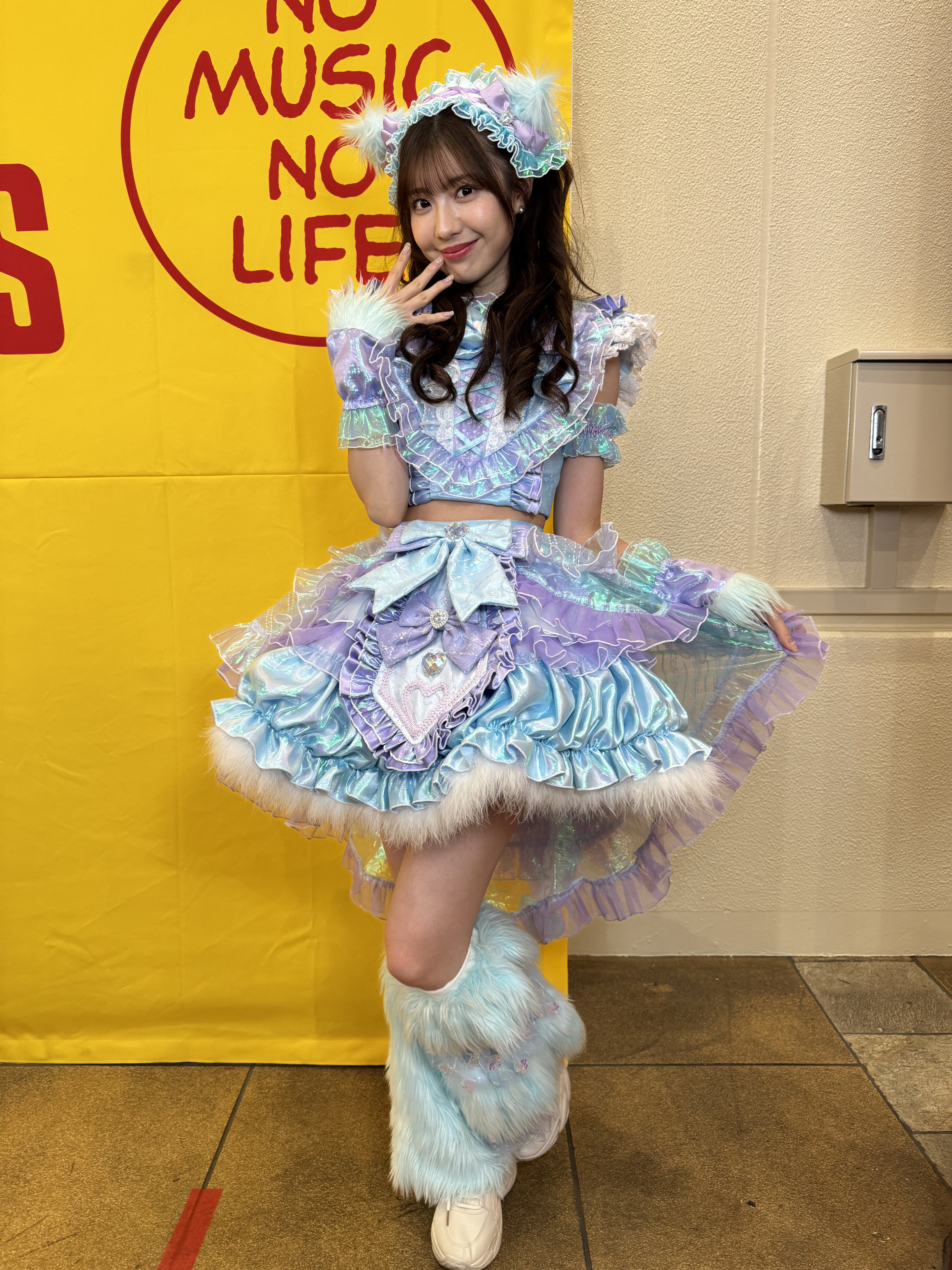
小玉梨々華
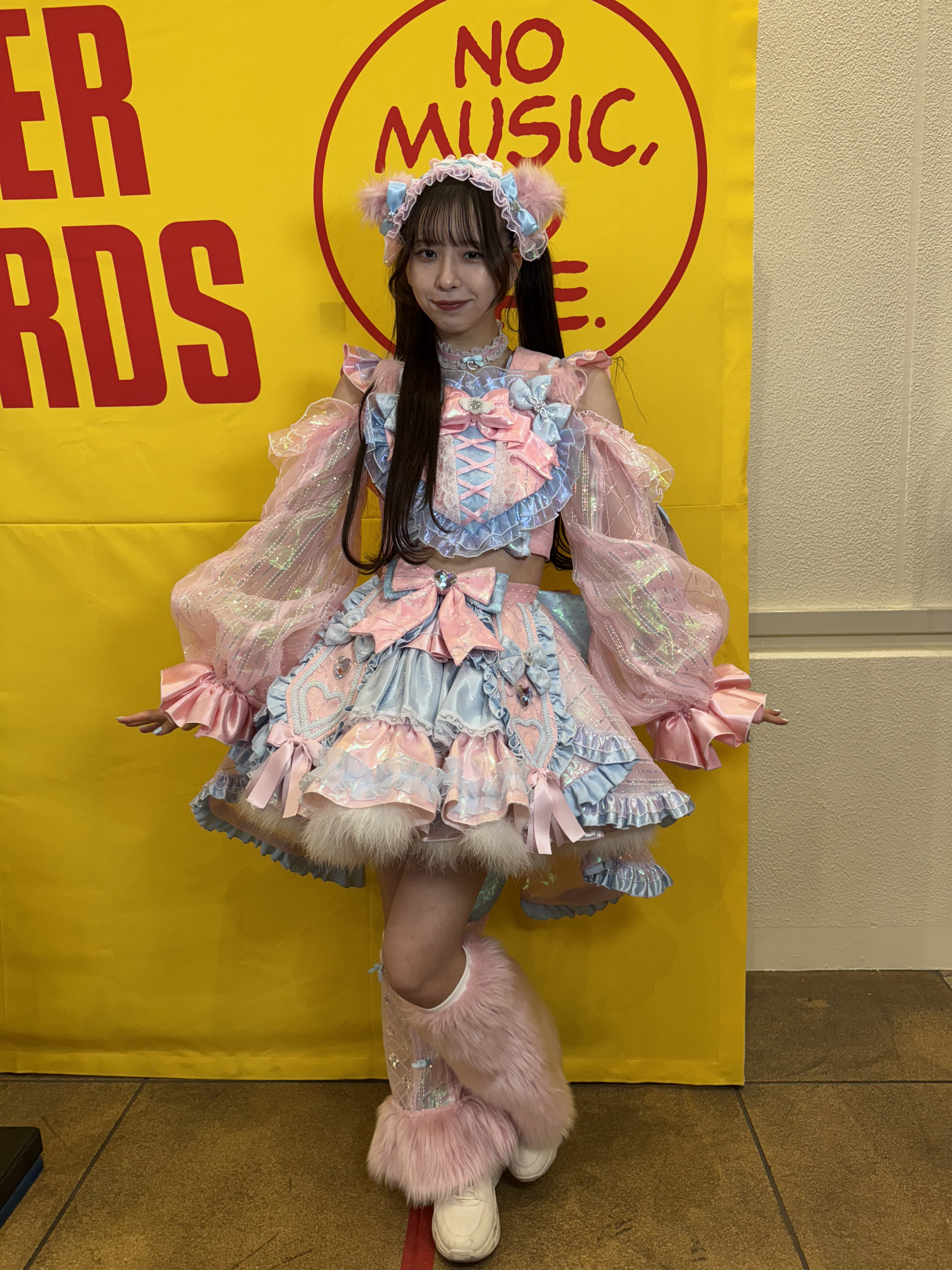
三品瑠香

## 収録曲

### CD
1. わーるどすたんだーど
作曲・作曲：ヤマモトショウ、編曲：岸田勇気
2. 悪戯ロマンス
作詞：柳川陽香、作曲・編曲：岸田勇気
3. わーるどすたんだーど(Instrumental)
4. 悪戯ロマンス(Instrumental)

### Blu-ray
1. わーるどすたんだーど Music Video
2. わーるどすたんだーど Music Video Making

## 音楽配信

### 先行配信
2024年12月25日に「わーるどすたんだーど」が先行配信された。同日、TikTokやInstagramでも「わーるどすたんだーど」を使用可能となった。

### 本配信
CD発売日の2月26日に「CD盤」に収録されている4曲が配信された。
太字の配信サービスはハイレゾ音源を配信していることを示す。MVは「わーるどすたんだーど」のMVも配信していることを示す。

## リリース、プロモーション、マーケティング

### リリースイベント
| 日程                          | イベント名                       | 会場                             | 備考                         |
| ----------------------------- | -------------------------------- | -------------------------------- | ---------------------------- |
| 2024年12月7日・2025年2月28日  | リリースイベント                 | アーバンドック ららぽーと豊洲    | イベント内容詳細は公式HP参照 |
| 2024年12月14日・2025年2月26日 | リリースイベント                 | 汐留シオサイト地下通路           | イベント内容詳細は公式HP参照 |
| 2024年12月15日                | リリースイベント                 | ステラタウン大宮                 | イベント内容詳細は公式HP参照 |
| 2024年12月21日                | リリースイベント                 | ららぽーと新三郷                 | イベント内容詳細は公式HP参照 |
| 2024年12月22日                | リリースイベント                 | アリオ橋本                       | イベント内容詳細は公式HP参照 |
| 2024年12月29日                | リリースイベント                 | ビナウォーク5番館                | イベント内容詳細は公式HP参照 |
| 2025年1月11日                 | リリースイベント                 | ラ チッタデッラ中央噴水広場      | イベント内容詳細は公式HP参照 |
| 2025年1月13日                 | リリースイベント                 | イオンモール幕張新都心           | イベント内容詳細は公式HP参照 |
| 2025年1月17日                 | リリースイベント                 | ヨドバシカメラマルチメディア梅田 | イベント内容詳細は公式HP参照 |
| 2025年1月20日                 | リリースイベント                 | ららぽーと名古屋みなとアクルス   | イベント内容詳細は公式HP参照 |
| 2025年2月1日                  | リリースイベント                 | カメイドクロック                 | イベント内容詳細は公式HP参照 |
| 2025年2月11日                 | リリースイベント                 | ヨドバシカメラマルチメディア博多 | イベント内容詳細は公式HP参照 |
| 2025年2月15日                 | リリースイベント                 | 有明ガーデン                     | イベント内容詳細は公式HP参照 |
| 2025年2月16日                 | リリースイベント                 | コクーンシティ                   | イベント内容詳細は公式HP参照 |
| 2025年2月22日                 | リリースイベント                 | イオンモール常滑                 | イベント内容詳細は公式HP参照 |
| 2025年2月25日                 | リリースイベント                 | タワーレコード新宿店             | イベント内容詳細は公式HP参照 |
| 2025年2月27日                 | リリースイベント                 | タワーレコード渋谷店             | イベント内容詳細は公式HP参照 |
| 2025年3月1日                  | リリースイベント                 | ららぽーと立川立飛               | イベント内容詳細は公式HP参照 |
| 2025年3月2日                  | リリースイベント                 | ダイバーシティ東京 プラザ        | イベント内容詳細は公式HP参照 |
| 2025年2月8日                  | わーすた大特典会イベント         | 横浜YTJホール                    | イベント内容詳細は公式HP参照 |
| 2025年2月2日                  | プレミアムサイン＆撮影会イベント | タワーレコード渋谷店             | イベント内容詳細は公式HP参照 |
| 2025年1月12日                 | アーティスト写真ネットサイン会   | YouTube                          | イベント内容詳細は公式HP参照 |

このほか、LINE MUSICでの再生回数キャンペーンも開催された。